# Bram Tankink
Bram Tankink (ur. 3 grudnia 1978 w Haaksbergen) – holenderski kolarz szosowy, zawodnik grupy UCI WorldTeams Team LottoNL-Jumbo.

## Najważniejsze osiągnięcia
2000
- 1. miejsce w mistrzostwach Holandii (do lat 23, start wspólny)

2005
- 1. miejsce na 1. etapie Deutschland Tour

2007
- 1. miejsce w GP Jef Scherens
- 7. miejsce w Eneco Tour

2010
- 3. miejsce w Belgium Tour

2011
- 5. miejsce w E3 Harelbeke
- 5. miejsce w Brabantse Pijl
- 2. miejsce w mistrzostwach Holandii (start wspólny)